# Rittergut Nordsteimke

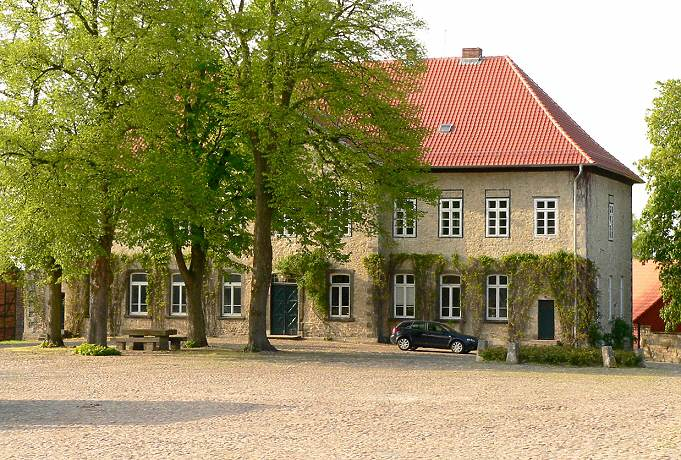
Herrenhaus

Das Rittergut Nordsteimke befindet sich in Nordsteimke, einem Ortsteil von Wolfsburg in Niedersachsen.

## Geschichte
Im Jahre 1303 wurde das Gut im „Missalbuche“ (Messbuch) der Nordsteimker Kirche erstmals erwähnt, als Ritter Burchard von Marenholtz dem Nordsteimker Pfarrer Johann zu Steinbeke den Zehnt von einem Hof als Einkommen zukommen ließ. 1348 erhielt Burchard von Marenholtz das Kirchenpatronat für Nordsteimke von Herzog Magnus I. übertragen. In den folgenden Jahrhunderten werden verschiedene Herren von Marenholtz als Besitzer genannt, denen im Laufe der Zeit das ganze Dorf, mit Ausnahme der Höfe der Familie von Steimker, unterstand.

### 17. Jahrhundert

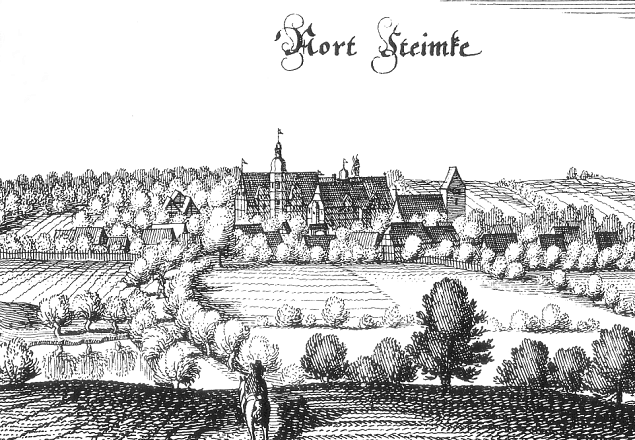
Kupferstich von Nordsteimke mit der Rittergutsanlage (1654)

1614 belehnte Friedrich Ulrich, Herzog zu Braunschweig und Lüneburg, Julius von Marenholtz mit dem Nordsteimker Gut. Aus seiner Ehe mit Veronica von Steinau gingen mindestens drei Kinder hervor. Der Sohn Hans verstarb bereits 1624, die Tochter Gertrud (1595–1654) heiratete Eberhard Otto von Münchhausen, einen Sohn von Statius von Münchhausen. Der Sohn Heinrich Julius von Marenholtz verstarb 1647, ohne männliche Nachkommen zu hinterlassen. Da das Gut im Dreißigjährigen Krieg ausgeplündert wurde, musste sich Heinrich Julius von Marenholtz verschulden. Hauptgläubiger war Hofmarschall und Geheimer Kammerrat Frantz Julius von dem Knesebeck zu Baucke. 1637 erhielt Frantz Julius von dem Knesebeck von August II., Herzog zu Braunschweig und Lüneburg, Anwartung und Eventualbelehnung auf das Marenholtz´sche Gut Nordsteimke. 1639 verpfändete Heinrich Julius von Marenholtz das Gut auf neun Jahre an Frantz Julius von dem Knesebeck. Nachdem Heinrich Julius von Marenholtz bereits 1647 verstorben war, bekam Frantz Julius von dem Knesebeck im Jahre 1648 das Gut als Lehen.
Von 1648 bis 1786 besaß die Familie von dem Knesebeck das Gut. 1658 übernahm Christian Franz Ernst von dem Knesebeck († 1676), der Sohn von Frantz Julius von dem Knesebeck, das Gut als Lehen von Herzog August II. Aus seiner Ehe mit Ursula von Veltheim aus Aderstedt gingen viele Kinder hervor. Nach dem Tod seines Vaters übernahm sein ältester Sohn Franz Kurt von dem Knesebeck 1676 das Gut. Im Jahre 1700 wurde sein jüngerer Bruder Major Ferdinand Christoph Friedrich von dem Knesebeck als Besitzer genannt.

### 18. Jahrhundert
Von 1710 bis 1738 war das Gut an die Familie von Metzsch abgetreten. 1716 wurde das Herrenhaus, ein schlossartiges Fachwerkgebäude mit einem Turm, das auf einem Kupferstich von Matthäus Merian aus dem Jahre 1654 abgebildet ist, abgerissen und durch einen kleineren Neubau ersetzt. 1718 wurden in einem Verzeichnis des Gutes unter anderem 300 Morgen Land, eine Schäferei mit 500 Schafen, eine Windmühle, zwei Fischteiche und ein Ober- und Unter-Gericht als Besitzungen genannt.
Späterer Gutsherr war Hauptmann Franz Aschwin Adam von dem Knesebeck (1706–1757), ein Sohn von Ferdinand Christoph Friedrich von dem Knesebeck. Aus seiner ersten, im Jahre 1739 mit Katharina Johanne Hilmers († 1752) geschlossenen Ehe gingen mehrere Kinder hervor. 1753 heiratete er als zweite Frau Johanne Mener. Sein 1740 geborener Sohn Martin Johann Ernst von dem Knesebeck war der letzte Vertreter des Geschlechts von dem Knesebeck auf dem Gut Nordsteimke. Unter seiner Herrschaft fiel das Wohnhaus im November 1770 einem Brand zum Opfer, und er ließ von 1770 bis 1773 das heute noch bestehende Herrenhaus als Massivbau errichten. Aufgrund der durch diesen Neubau verursachten hohen finanziellen Belastung verkaufte er das Gut 1786 an den Amtmann Christoph Friedrich Ernst, ohne dass das neue Herrenhaus fertiggestellt war.
Christoph Friedrich Ernst, verheiratet mit Charlotte geb. Harsleben, war Pächter der Herzoglich-Braunschweigischen Domäne Neuhaus. Weil das Herrenhaus auf dem Gut Nordsteimke noch nicht bezugsfertig war, bewirtschaftete er das Gut Nordsteimke von seinem Wohnsitz Neuhaus aus.

### 19. Jahrhundert
Nordsteimke war noch um 1800 Sitz eines adligen Gerichts, das zum Bezirk Schöningen gehörte und in der Franzosenzeit aufgehoben wurde. Nordsteimke kam von 1807 bis 1813 zum Kanton Bahrdorf im Distrikt Helmstedt, im Departement der Oker des Königreiches Westphalen.
Der 1807 geborene Sohn von Christoph Friedrich Ernst, Alexander, verstarb bereits im darauffolgenden Jahr. Die 1809 geborene Tochter Bertha verstarb zweijährig, ebenso der 1811 geborene Sohn Carl. Nach diesen familiären Unglücken, verbunden mit der umständlichen Bewirtschaftung des Gutes Nordsteimke von Neuhaus aus, geriet das Gut Nordsteimke 1829 in Subhastation. Nach mehreren Verkaufs- und Versteigerungsversuchen erwarb Oberstleutnant von Henniges 1834 das Gut.

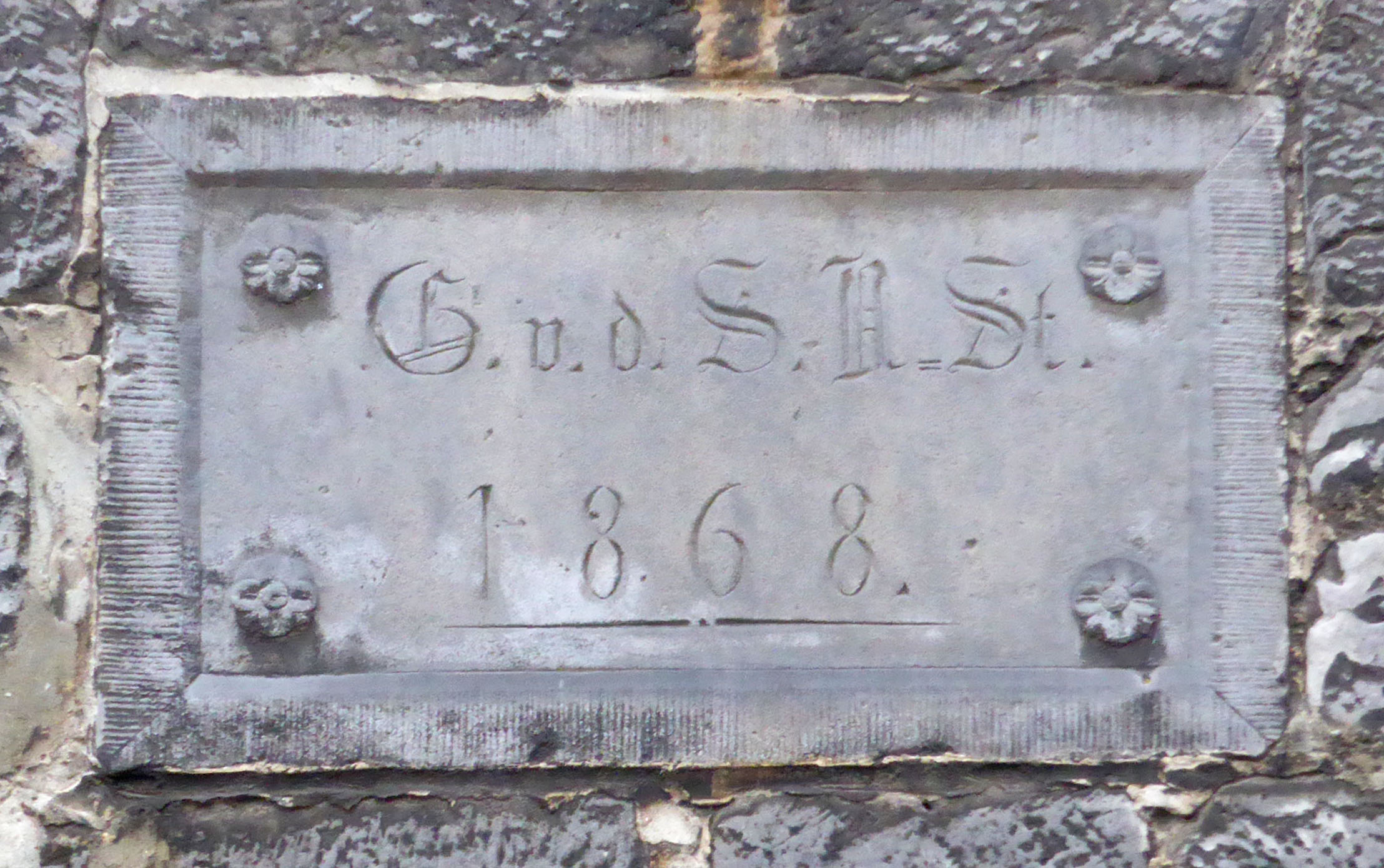
Inschrift von Gebhard von der Schulenburg Nord-Steimke am Margarethenhof

Von Henniges ließ den Innenausbau des Herrenhauses durchführen, das von ihm und seiner Familie erstmals bezogen wurde. 1846 veräußerte von Henniges das Gut bereits wieder. Käufer des Gutes und des daran angeschlossenen Vorwerks Margarethenhof in Reislingen war Werner von der Schulenburg-Wolfsburg (1792–1861).
Werner von der Schulenburg-Wolfsburg überließ das Gut Nordsteimke seinem Sohn Gebhard (1823–1897) als Mitgift. Mit dem Tod von Werner von der Schulenburg-Wolfsburg im Jahr 1861 erbte Gebhard von der Schulenburg das Gut und erweiterte es später durch Landkäufe in Reislingen auf eine Gesamtfläche von 343 Hektar. Aus der 1860 geschlossenen Ehe mit Margarete von der Gabelentz aus dem Hause Poschwitz (1842–1894), einer Tochter von Hans Conon von der Gabelentz, gingen fünf Kinder hervor: Matthias (1861–1929), Anna (1863–1926, Äbtissin im Stift Steterburg), Albrecht (1865–1902, Professor an der Georg-August-Universität Göttingen), Margarete (1866–1943, Mutter von Margarete von Hindenburg, der Schwiegertochter des deutschen Reichspräsidenten Paul von Hindenburg) und Gebhard (1872–1936). Von 1871 bis 1926 war das Gut an seinen Inspektor Carl Cordemann verpachtet, unter dem das Gut wirtschaftlich aufblühte. In den letzten Jahren überließ Carl Cordemann das Gut seinem Sohn.

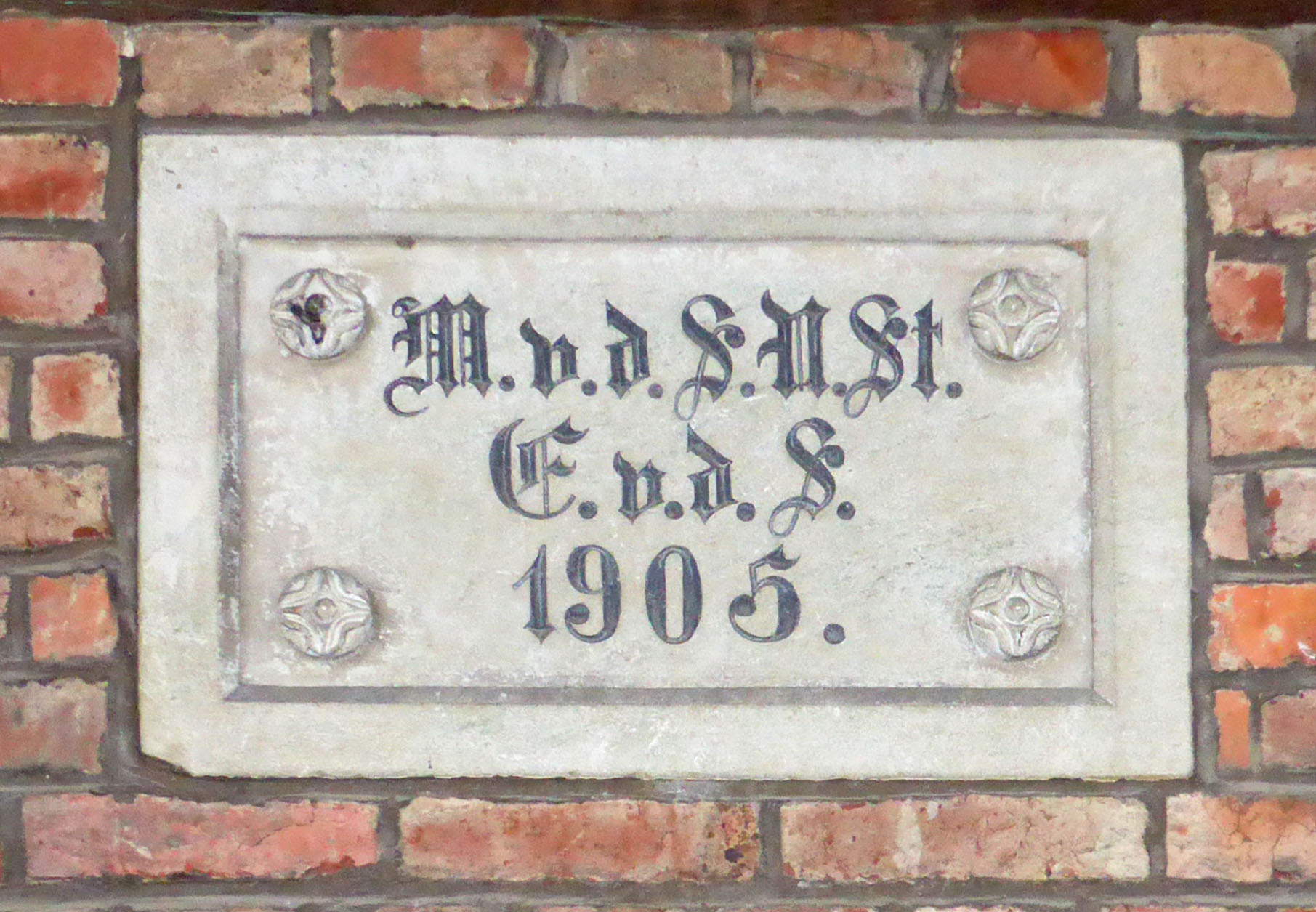
Inschrift von Matthias von der Schulenburg Nord-Steimke und seiner Frau Elisabeth von der Schulenburg am Margarethenhof

1897 ging das Gut an Matthias von der Schulenburg, den ältesten Sohn von Gebhard von der Schulenburg, über. Matthias von der Schulenburg übernahm als Regierungsrat im Herzogtum Braunschweig ein Amt in Blankenburg (Harz) und zog mit seiner Familie dorthin. Er war seit 1895 mit Elisabeth (1873–1953), geborene Gräfin von Sievers aus Warrol (Livland), verheiratet. Der Ehe entsprangen zwei Kinder: Der 1896 geborene Sohn Bernhard fiel bereits 1915 als Mitglied des Kürassier-Regimentes „von Seydlitz“ (Magdeburgisches) Nr. 7 im Ersten Weltkrieg in Polen, ohne männliche Nachkommen zu hinterlassen. Die Tochter Margarete (1898–1958) heiratete den Berufsoffizier Albrecht Baron Digeon von Monteton.

### 20. Jahrhundert
Von 1926 an war das Gut an den Schwiegersohn von Cordemann, Patschzke, verpachtet. Aufgrund der wirtschaftlich schwierigen Zeit Ende der 1920er Jahre gab Patschzke das Gut im Jahre 1930 auf und wanderte nach Amerika aus. Mit dem Tod von Matthias Graf von der Schulenburg im Jahre 1929 in Blankenburg war das Gut inzwischen an seine Witwe Elisabeth Gräfin von der Schulenburg übergegangen, die auch weiterhin in Blankenburg wohnen blieb. Ihr Schwiegersohn, Albrecht Baron Digeon von Monteton, wollte das Gut nicht übernehmen. Von 1930 an bewirtschaftete Günther Graf von der Schulenburg-Wolfsburg das Gut Nordsteimke von seinem Gut Wolfsburg aus mit.
Da er sein Rittergut Wolfsburg 1938 für den Bau des Volkswagenwerkes und der „Stadt des KdF-Wagens“, dem heutigen Wolfsburg, verkaufen musste, erwarb er 1939 unter anderem das Gut Nordsteimke. Der Margarethenhof in Reislingen war bereits in den 1930er Jahren von Elisabeth Gräfin von der Schulenburg an Hubertus Rogalla von Bieberstein veräußert worden, er wird heute als Forstbetriebshof von der Stadt Wolfsburg genutzt. Elisabeth Gräfin von der Schulenburg zog zuletzt nach Paderborn, wo sie im Jahre 1953 verstarb.
1945 bezog Günther Graf von der Schulenburg-Wolfsburg mit seiner Familie das ehemalige Inspektorenhaus auf dem Rittergut Nordsteimke, nachdem er von seinem Schloss Neumühle (damals Landkreis Salzwedel) vor der Roten Armee geflüchtet war. Auch andere heimatvertriebene Verwandte fanden dort Unterkunft. Um 1950 waren noch rund 100 Personen auf dem Gut beschäftigt. Zwei Traktoren und zehn Gespanne, überwiegend von Pferden, teilweise auch von Ochsen gezogen, standen für die Feldarbeit zur Verfügung. Es wurden Pferde, Kühe, Schweine und Schafe gehalten; auch je eine Schmiede, Stellmacherei und Gärtnerei waren auf dem Gut vorhanden.
Am 1. Juli 1969 übergab Günther Graf von der Schulenburg-Wolfsburg die Leitung des Gutes an seinen Sohn Günzel, da sein erster Sohn Werner bereits 1962 verstorben war. Im Jahre 1988, als Nordsteimke sein 750-jähriges Ortsjubiläum beging, bestand das Gutspersonal nur noch aus rund acht Mitarbeitern. Es wurde nur noch Ackerbau betrieben; bis auf einige wenige Pferde, Schafe und Geflügel war die Viehhaltung inzwischen aufgegeben worden. Die Stallungen waren zu Pferdeboxen umgebaut worden.
Im Jahr 1998 übertrug Günzel Graf von der Schulenburg-Wolfsburg seinem ältesten Sohn, Günther Graf von der Schulenburg, die Leitung des Gutes. 2009 wurde die Veranstaltungsstätte IdeenHerd eingerichtet, die 2018 um das im angrenzenden Torhaus des Gutes eröffnete Restaurant Wildfrisch & Oberglücklich erweitert wurde. 2016 wurde das auf einem Teilbereich des Gutes eingerichtete Boardinghotel Yard eröffnet. Im Mai 2019 wurde das Restaurant unter dem Namen Gutsküche Wildfrisch und mit neuen Pächtern wieder eröffnet.

## Baubeschreibung

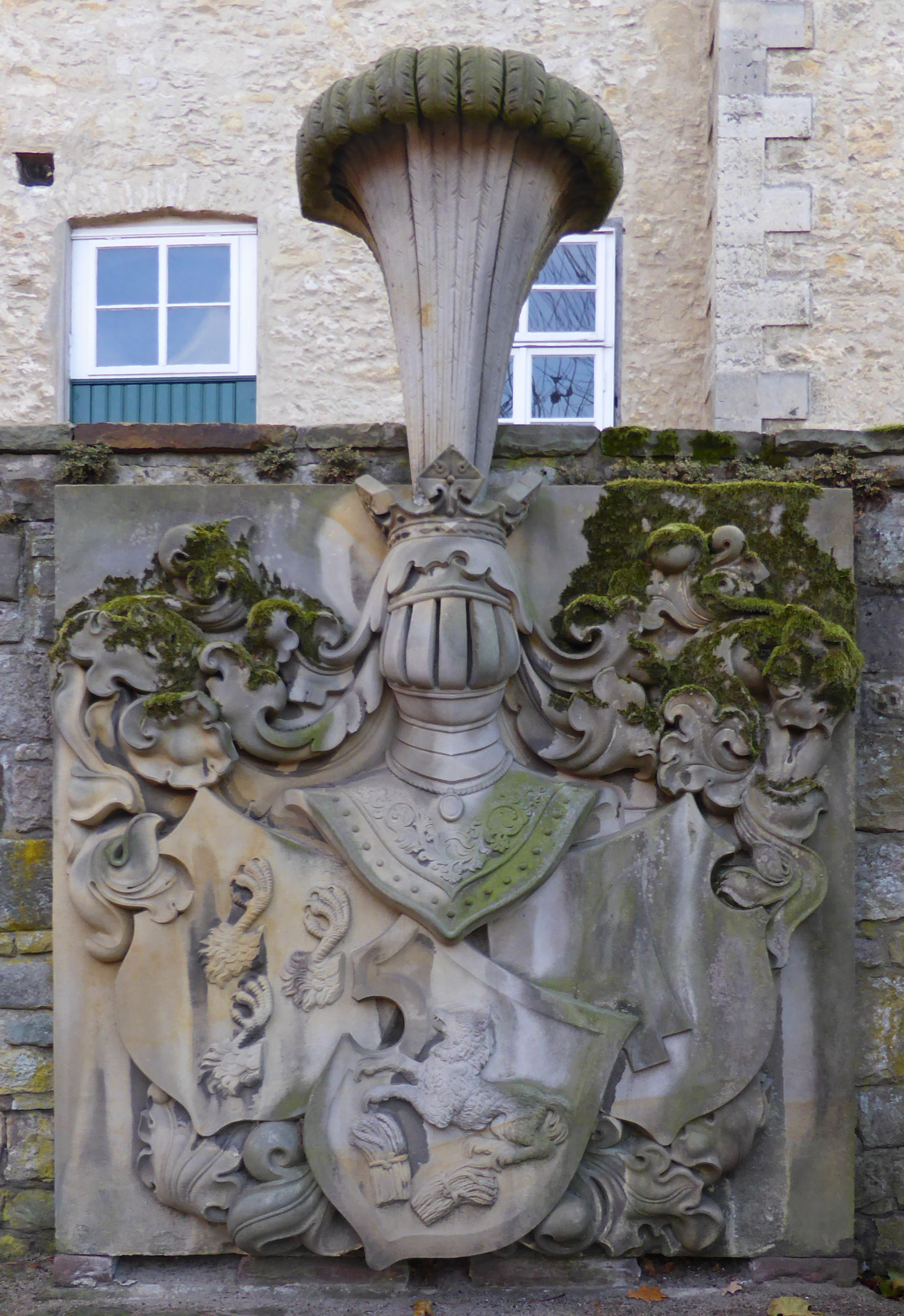
Wappenstein

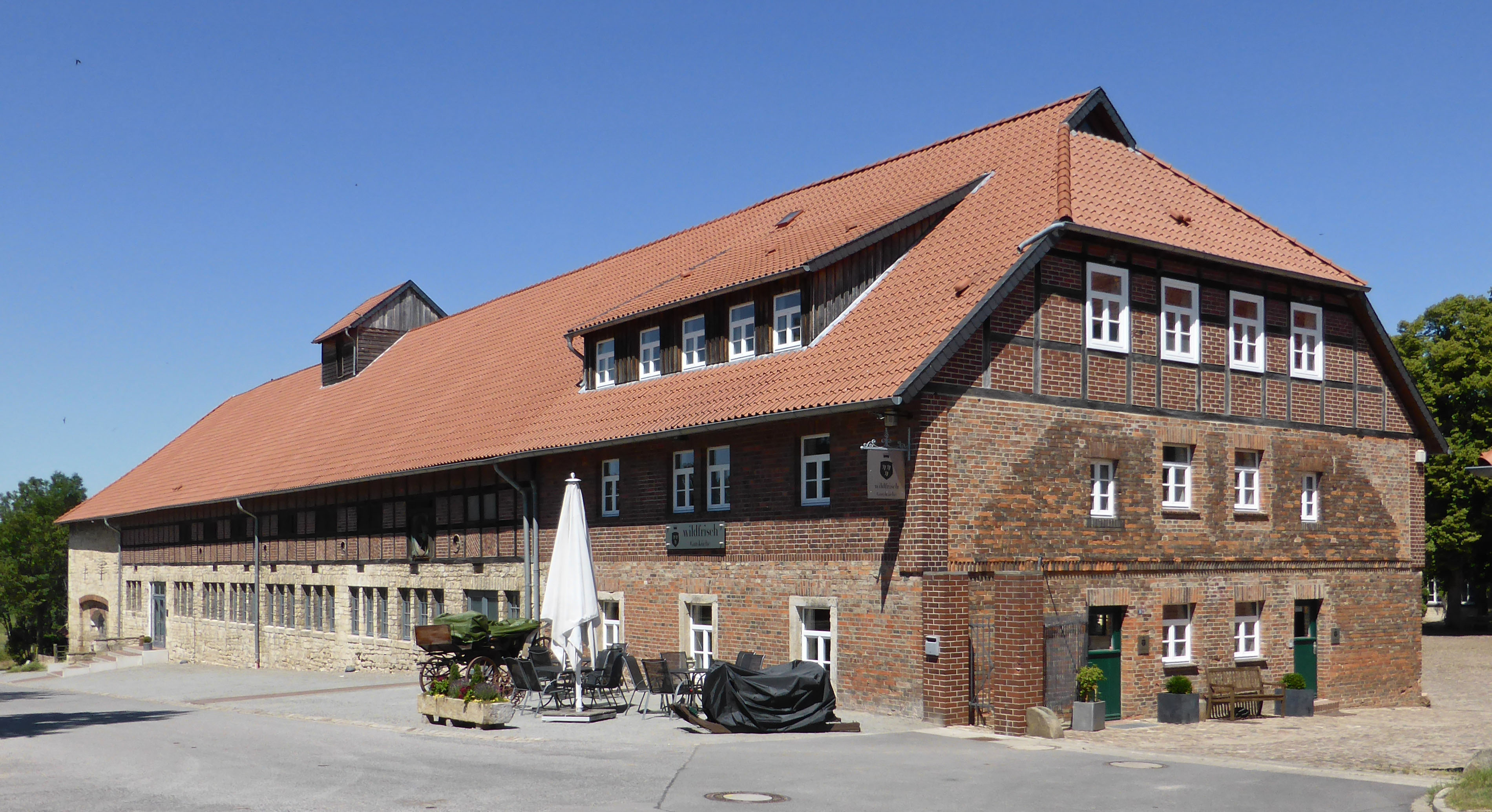
Restaurantbetrieb auf dem Gutshof, ehemals Torhaus und Stallungen

Das Gut hat die Adresse Schulenburgstraße 8–16. Diese Straße wurde nach Günther Graf von der Schulenburg-Wolfsburg (1891–1985) benannt, der 1981 zum Ehrenbürger der Stadt Wolfsburg ernannt wurde.
Ein Wappenstein an der nördlichen Außenmauer des Gutes zeigt unter einer Helmzier mit Federbusch die Wappen der Familien von der Schulenburg (drei Adlerfänge), von Bartensleben (einen über zwei Getreidegarben springenden Wolf) und von Vincke (Pflugschar). Dieser 1854 aus Velpker Sandstein hergestellte Wappenstein hatte zuvor seinen Platz über dem Kamin im Gartensaal von Schloss Wolfsburg. Die Familie von der Schulenburg ist seit 1846 Besitzer des Rittergutes Nordsteimke, die Herren von Bartensleben waren die Erbauer von Schloss Wolfsburg, aus dem der Nordsteimker Zweig der Familie von der Schulenburg stammt, und Luise Ernestine Charlotte Freiin von Vincke (1797–1888) heiratete 1818 Werner Graf von der Schulenburg-Wolfsburg, der das Rittergut Nordsteimke für die Familie von der Schulenburg erwarb.
Das Torhaus, in dem die Milchkammer und später die Wildkammer ihren Platz hatten, wird heute gastronomisch genutzt. Ein ehemaliger Pferdestall nebst Sattelkammer wurde als Tagungsort ausgebaut. Im Zentrum des Gutshofes befindet sich die Pferdeschwemme.
2016 wurde in ehemaligen, denkmalgeschützten Stallungen und Remisen sowie in einem Neubau anstelle einer zuvor abgerissenen Gerätescheune ein Übernachtungsbetrieb eingerichtet. Das von einem hannoverschen Architekturbüro entworfene Bauprojekt wurde mit dem Preis für Denkmalpflege der Niedersächsischen Sparkassenstiftung 2016 und dem Preis max 45 – Junge Architekten in Niedersachsen 2017 des Bundes Deutscher Architekten ausgezeichnet und kam in die Engere Wahl zum Niedersächsischen Staatspreis für Architektur 2018. Die Gestaltung der Außenanlagen übernahmen Landschaftsarchitekten aus Berlin.